# Lavoro agile

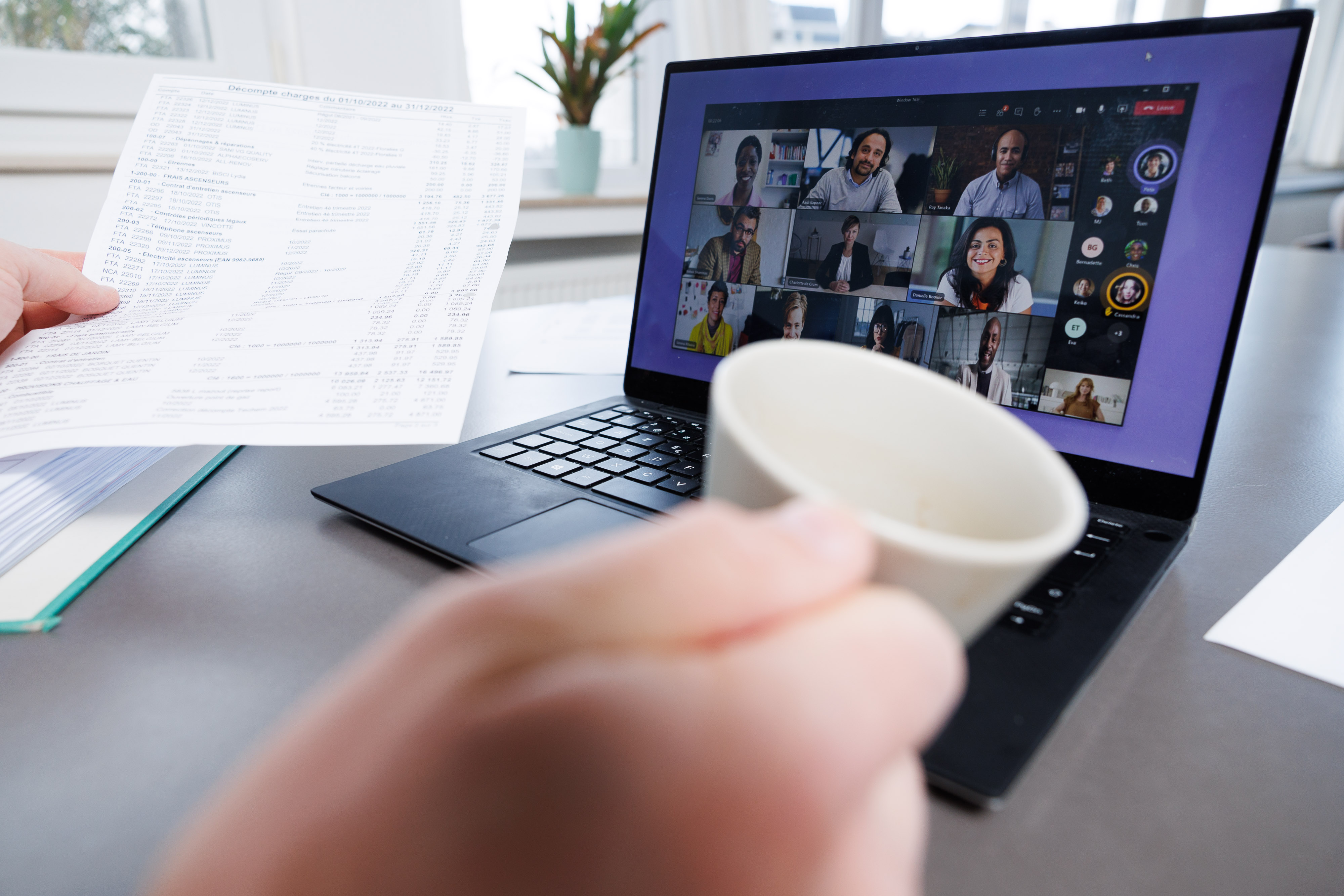
Lavoro agile svolto via videoconferenza

Il lavoro agile chiamato anche con lo pseudoanglicismo di smart working, è una forma di telelavoro definito nell'ordinamento italiano come:

## Definizioni
Alla definizione inserita nella legge 81/2017 si affiancano anche quelle formulate da enti e centri studi, come ad esempio:
1. quella formulata da Mariano Corso, responsabile scientifico dell'Osservatorio Smart Working, Politecnico di Milano: "Smart Working significa ripensare il telelavoro in un’ottica più intelligente, mettere in discussione i tradizionali vincoli legati a luogo e orario lasciando alle persone maggiore autonomia nel definire le modalità di lavoro a fronte di una maggiore responsabilizzazione sui risultati. Autonomia, ma anche flessibilità, responsabilizzazione, valorizzazione dei talenti e fiducia diventano i principi chiave di questo nuovo approccio."[5][6]
2. quella fornita dal Chartered Institute of Personnel and Development: "Il lavoro agile è un approccio all’organizzazione del lavoro finalizzato a guidare una migliore efficacia ed efficienza nel raggiungimento degli obiettivi attraverso la combinazione di flessibilità, autonomia e collaborazione, puntando sull’ottimizzazione degli strumenti e delle tecnologie e garantendo ambienti di lavoro funzionali ai lavoratori."
3. quella formulata nel 2015 dal British Standards Institution con la specifica PAS 3000:2015 Archiviato il 6 settembre 2021 in Internet Archive.: "I principi dello smart working riconoscono che la tecnologia e i modelli di lavoro flessibile stanno cambiando in meglio il modo in cui lavoriamo. Stanno creando luoghi di lavoro moderni che supportano più flessibilità e collaborazione per dare al personale un migliore equilibrio tra lavoro e vita privata. Questo, a sua volta, si traduce in una maggiore produttività ed efficienza per il datore di lavoro."[7]

## Benefici
L'introduzione di forme innovative di lavoro può determinare benefici in termini di riduzione delle emissioni di agenti inquinanti, di un aumento della produttività e della riduzione delle assenze per malattia.
L'analisi fatta nel 2015 dall’Università di Stanford aveva stimato per un'azienda di servizi un aumento della produttività del 13%.
Uno studio più recente basato sui dati raccolti in tre anni di osservazione e che ha coinvolto 250 persone operanti in 21 imprese, piccole medie e grandi, riporta i seguenti dati medi per dipendente: 2 400 chilometri percorsi in meno, sette giorni guadagnati e 270 chili di anidride carbonica non immessi nell’aria con un risparmio di circa 1300 euro a dipendente.
Tra i benefici del lavoro agile, inoltre, c'è anche il poter realizzare un migliore equilibrio tra vita lavorativa e vita privata, poiché ci si può organizzare in modo autonomo in merito a tempo e spazio per lo svolgimento del lavoro, con una conseguente diminuzione dello stress da lavoro.
È ovvio, però, che si devono considerare sempre i singoli casi, poiché i benefici (o gli svantaggi) derivanti dal lavorare da remoto dipendono anche dalle peculiarità caratteriali individuali: bisogna sempre individuare ciò che funziona meglio per ogni persona.
Non meno importante per garantire una buona riuscita dei risultati lavorativi, inoltre, è l’organizzazione manageriale dell’azienda, che deve garantire ai dipendenti l'accesso in cloud ai documenti e l'utilizzo in sicurezza dei propri dispositivi tecnologici, anche quando tornano sul luogo di lavoro, con un approccio definito come “BYOD” (Bring your own device).
Secondo Reuters, al 2023 e a livello globale soltanto il 19% dei lavoratori è intenzionato a ritornare al lavoro a tempo pieno in ufficio.

## Rischi
Il lavoro a distanza e agile può introdurre dei rischi quali: una ridotta capacità di trasferimento delle informazioni tra la forza lavoro, l'isolamento sociale del lavoratore e la difficoltà di separazione tra vita personale e attività lavorativa.
Secondo una ricerca portata avanti da NordVPN nel maggio del 2020, uno dei principali rischi del lavoro da casa è l'aumento involontario delle ore lavorative a discapito dei lavoratori. NordVPN ha dimostrato infatti come lavorare da casa abbia avuto un impatto negativo sull'ammontare delle ore lavorative giornaliere di tutti quei dipendenti americani costretti a lavorare da casa durante la quarantena, prevista dal governo statunitense per cercare di contenere e arginare il COVID-19. Secondo la ricerca, infatti, il giorno lavorativo, quando effettuato da casa, è il 40% più lungo rispetto all'ufficio: le ore lavorate diventano infatti 11, ben 3 in più di quelle solitamente previste.

## Normativa internazionale
Le prime legislazioni europee in tema di lavoro agile si possono rinvenire nella Flexible Working Regulation del Regno Unito (approvata nel 2014) e dell'Irlanda del Nord (nel 2015), nonché nella risoluzione del Parlamento Europeo del 13/9/2016 (principio generale n. 48) e nella Loi Travail francese del 2017.

### Regno Unito
Il governo di Keir Stermer nel 2024 ha proposto l'introduzione della settimana lavorativa corta, dello Smart working obbligatorio in tutti i contratti di lavoro aziendali e del diritto alla disconnessione, oltre a norme contro i licenziamenti facili.

## La normativa italiana di riferimento
Il percorso che ha portato all'approvazione della normativa in vigore è stato avviato nel 2014 con la proposta di legge finalizzata a dare maggiore flessibilità al mercato del lavoro. In questa sede venne introdotto il termine "lavoro agile" per identificare la tipologia di lavoro nota nel mondo anglosassone come telecommuting (telelavoro). La proposta è stata poi rilanciata in un disegno di legge collegato al Patto di stabilità 2016 a completamento delle iniziative di riforma del mercato del lavoro nota come Jobs Act. Per le amministrazioni pubbliche con il "Decreto Madia" vengono introdotte le nuove misure per la promozione della conciliazione dei tempi di vita e di lavoro. Il decreto prevede che la pubblica amministrazione adotti misure volte a:
- fissare obiettivi per l'attuazione del lavoro agile, con l'obiettivo di raggiungere il 10% del personale coinvolto entro tre anni;
- sperimentare il lavoro agile anche al fine di favorire la conciliazione vita lavoro;
- garantire che i dipendenti che si avvalgono del lavoro agile non subiscano penalizzazioni economiche e di progressione di carriera;
- valorizzare il personale e le risorse strumentali disponibili per migliorare produttività ed efficienza;
- responsabilizzare la dirigenza anche rafforzando i sistemi di misurazione e valutazione delle performance.

Dopo un lungo iter parlamentare il 13 giugno 2017 è stata promulgata la legge 81 che negli articoli 18 - 24 disciplina le misure volte a favorire l'articolazione flessibile nei tempi e nei luoghi del lavoro subordinato. Le nuove norme si applicano a tutte le forme di lavoro subordinato, sia per le imprese, sia per le amministrazioni pubbliche.
Per favorire la piena attuazione delle disposizioni di legge per la pubblica amministrazione la Presidenza del Consiglio ha emanato il 26 giugno 2017 le linee guida in materia di promozione della conciliazione dei tempi di vita e di lavoro. Gli aspetti di maggior rilievo della direttiva riguardano:
- gli obiettivi numerici da raggiungere (il 10% entro 3 anni);
- la misurazione della qualità organizzativa e valutazione della gestione;
- gli aspetti organizzativi, di relazioni sindacali e di monitoraggio;
- le infrastrutture informatiche abilitanti e sicurezza dei dati;
- la sperimentazione di forme di lavoro agili (che affianchino il telelavoro e il delocalizzato);
- la gestione della sicurezza sul lavoro.

La tematica dell'obbligo assicurativo e della tutela della salute e sicurezza dei lavoratori, sono state delineate con la circolare INAIL 48/2017.

### Le novità introdotte durante l'emergenza COVID-19 del 2020
Durante la pandemia di COVID-19 del 2020 in Italia, il Governo ha emanato delle disposizioni di legge per favorire l'adozione del lavoro agile semplificando alcune delle disposizioni previste nella legge n. 81/2017.
Il DPCM 1º marzo 2020 ha stabilito che fino al luglio 2020 il lavoro agile può essere applicato dai datori di lavoro a ogni rapporto di lavoro subordinato anche in assenza degli accordi individuali e che l'obbligo di informativa sulla sicurezza dei lavoratori può essere assolto in modalità telematica anche ricorrendo alla documentazione presente sul sito dell'INAIL.
Con il decreto legge 2 marzo 2020, n. 9 per le Amministrazioni Pubbliche sono state snellite le procedure di acquisizione di beni informatici, e il lavoro agile, con la modifica all'art. 14, comma 1 della legge 7 agosto 2015, n. 124, ha cessato di essere una misura sperimentale.
Tali misure sono state riprese dalla circolare n. 1/2020 del 4 marzo 2020 del ministro della Funzione pubblica che prevede: "il ricorso, in via prioritaria, al lavoro agile come forma più evoluta anche di flessibilità di svolgimento della prestazione lavorativa, in un’ottica di progressivo superamento del telelavoro". Successivamente la direttiva n. 2/2020 del 12 marzo 2020 dello stesso Ministero ha ribadito il "ricorso al lavoro agile come modalità ordinaria di svolgimento della prestazione lavorativa".
Con l'avvio della fase 2 è stata emanata la direttiva n. 3/2020 del 4 maggio 2020 che ha ribadito l'importanza del lavoro agile quale strumento utile per favorire il distanziamento sociale e dare un'indicazione prospettica: "In sintesi, la sfida che dovranno affrontare le amministrazioni è rappresentata dalla necessità di mettere a regime e rendere sistematiche le misure adottate nella fase emergenziale, al fine di rendere il lavoro agile lo strumento primario nell'ottica del potenziamento dell’efficacia e dell’efficienza dell’azione amministrativa".
Le misure del governo hanno creato un effetto dirompente nello sviluppo del lavoro agile, almeno come strumento per contenere la diffusione del virus. Se infatti a fine 2019 in Italia solo il 3,6% degli occupati tra i 15 e i 64 anni lavorava abitualmente da casa, durante l’epidemia di COVID-19 i primi dati raccolti ci danno la possibilità di stimare una crescita vertiginosa di questa percentuale fino picchi compresi tra il 45% e il 50% dei lavoratori dipendenti in Italia. Le ultime ricerche svolte in campo economico hanno mostrato i vantaggi del lavoro agile non solo come argine finalizzato a preservare il distanziamento sociale ma soprattutto da un punto di vista produttivo.

### Dopo la pandemia
Al termine della pandemia numerose aziende hanno deciso di rendere strutturale la nuova modalità di lavoro, stipulando accordi specifici con le organizzazioni sindacali o introducendola unilateralmente.
Nel 2022 il CCNL del settore bancario è stato il primo a introdurre la settimana corta (4 giorni per 9 ore) e 120 giorni di lavoro agile all'anno, su base volontaria e a parità di retribuzione. ENEL, Intesa Sanpaolo (che ha introdotto anche la settimana corta da 4 giorni di 9 ore lavorative), UniCredit e BPER sono alcuni dei gruppi che hanno recepito tale innovazione.
All'interno di Federmeccanica, le aziende italiane di Stellantis hanno introdotto il lavoro agile per una quota pari all'80% del monte ore lavorato. Leonardo ha introdotto 10 giorni/mese in tale modalità, prevedendo un diritto di disconnessione dalle 19.30 alle 8.00.
Nel settore pubblico, invece, il decreto del Presidente del Consiglio dei ministri del 23 settembre 2021 ha disposto che a decorrere dal 15 ottobre 2021 la modalità ordinaria di svolgimento della prestazione lavorativa nelle amministrazioni pubbliche è quella svolta in presenza, fermo restando l’obbligo, per ciascuna di esse, di assicurare il rispetto delle misure sanitarie di contenimento del rischio di contagio da Covid19. Successivamente, il https://www.aranagenzia.it/attachments/article/12268/20211013_245_DM_Brunetta.pdf  ha individuato le condizionalità ed i requisiti necessari (organizzativi ed individuali) per utilizzare il lavoro agile in un quadro di efficienza e di tutela dei diritti dei cittadini ad una adeguata qualità dei servizi; al decreto, infine, è seguita la cd. la circolare Brunetta-Orlando del 5 gennaio 2022, a mezzo della quale si è inteso “sensibilizzare le amministrazioni pubbliche ed i datori di lavoro privati ad utilizzare appieno tutti gli strumenti di flessibilità che le relative discipline di settore già consentono” sancendo altresì che ciascuna amministrazione può equilibrare il rapporto lavoro in presenza/lavoro agile secondo le modalità organizzative più congeniali alla propria situazione, tenendo conto dell’andamento epidemiologico nel breve e nel medio periodo, e delle contingenze che possono riguardare i propri dipendenti”, di talché è necessario che ciascuna pubblica amministrazione interessata, specie se ente locale, adotti uno specifico regolamento sul lavoro agile.
La legge 18 luglio 2025, n. 106, riguardante le malattie oncologiche invalidanti e croniche (anche rare), stabilisce che coloro che usufruiscono di un congedo fino a 24 mesi, al rientro in azienda, hanno diritto prioritario al lavoro agile, compatibilmente con la mansione svolta.

## Lavoro agile e telelavoro
Il lavoro agile rappresenta un’evoluzione concettuale del sistema precedente perché è caratterizzato dal fatto che la prestazione lavorativa è svolta senza una postazione fissa: quindi in parte all’interno dei locali aziendali e in parte all’esterno. Non va quindi confuso con il telelavoro, che prevede che il dipendente lavori tipicamente da casa e che ci sia di norma un solo rientro a settimana nel posto di lavoro tradizionale.
Questi due aspetti hanno determinato una scarsa adozione del telelavoro che a oggi è ancora poco utilizzata. Un’ulteriore differenza rispetto tra le due modalità di lavoro è data nell’introduzione del diritto alla disconnessione: negli accordi di lavoro agile stipulati tra aziende e dipendenti, devono essere stabilite misure tecniche e organizzative necessarie per assicurare la disconnessione del lavoratore dalle strumentazioni tecnologiche di lavoro.
Il lavoro agile è anche (ma non solo) una modalità di svolgimento della prestazione lavorativa di tipo inclusivo, poiché favorisce l'assunzione delle categorie di lavoratori che hanno particolari esigenze di flessibilità oraria per malattia o esigenze personali, per i neo-genitori e gli studenti lavoratori.
Tale modalità di lavoro recepisce inoltre disponibilità e desiderate dei dipendenti, in merito a ciò infatti si evidenzia che su base settimanale la presenza in ufficio si concentra nella parte centrale della stessa, con picchi di presenza nel mercoledì che vanno dal 30% al 50% di maggiorazione rispetto alla media settimanale.
Un vasto insieme di prestazioni lavorative relative ad attività o a funzioni svolte da impiegati, quadri, dirigenti può essere idealmente trasformata in una modalità di lavoro di agile, a seguito della graduale informatizzazione e l'abbandono della carta: archivistica e gestione documentale, disegnazione e modellazione 3D, amministrazione-finanza-controllo, contabilità clienti e fornitori, emissione richieste e ordini di acquisto, Risorse Umane e ICT.
Secondo il rapporto Eurofound ILO 2017, il 7% dei lavoratori italiani sperimenta una qualche forma di lavoro in mobilità rispetto a una media europea del 17%.
Al 2022, si stima che nelle aziende che adottano o adotteranno un accordo collettivo per il lavoro agile, un lavoratore su tre lavori in tale modalità per almeno 2-3 giorni alla settimana.

## Diffusione

### In Italia
Secondo dati dell'INAPP, in Italia al 2022 nelle imprese fino a 5 dipendenti l'84% della forza-lavoro svolge una mansione non remotizzabile; il 56.4% fra quelle da 50 fino a 249 addetti; il 34.2% per quelle con più di 250 addetti.
Secondo dati del Politecnico di Milano, 2023 vi sono in Italia 5.58 milioni di lavoratori in modalità agile. Nelle grandi imprese un lavoratore su due, pari a 1.88 milioni, opera almeno parzialmente da remoto.